# Rei dos Bosques
Rei dos Bosques (em latim: Rex Nemorensis; lit. "Rei de Nemi") foi um sacerdote da deusa Diana em Arícia, na Itália, nas costas do lago Nemi, onde foi conhecida como Diana Nemorense.